# Puchar Świata w skeletonie 2007/2008
Puchar Świata w skeletonie 2007/2008 – 22. edycja tej imprezy. Cykl rozpoczął się w Calgary 29 listopada 2007 roku, a zakończył się 8 lutego 2008 roku w Winterbergu. Obrońcami Pucharu Świata wśród mężczyzn był Amerykanin Zach Lund, natomiast w rywalizacji kobiet reprezentantka Stanów Zjednoczonych, Katie Uhlaender.

## Kalendarz Pucharu Świata
| Lp.                                 | Data              | Miejscowość  | Konkurencja | 1 miejsce       | 2 miejsce             | 3 miejsce             |
| ----------------------------------- | ----------------- | ------------ | ----------- | --------------- | --------------------- | --------------------- |
| 1. PŚ                               | 29 listopada 2007 | Calgary      | Mężczyźni   | Paul Boehm      | Kristan Bromley       | Jon Montgomery        |
| 1. PŚ                               | 29 listopada 2007 | Calgary      | Kobiety     | Michelle Kelly  | Mellisa Hollingsworth | Amy Williams          |
| 2. PŚ                               | 6 grudnia 2007    | Park City    | Mężczyźni   | Zach Lund       | Eric Bernotas         | Anthony Sawyer        |
| 2. PŚ                               | 6 grudnia 2007    | Park City    | Kobiety     | Michelle Kelly  | Katie Uhlaender       | Amy Williams          |
| 3. PŚ                               | 14 grudnia 2007   | Lake Placid  | Mężczyźni   | Eric Bernotas   | Jon Montgomery        | Zach Lund             |
| 3. PŚ                               | 14 grudnia 2007   | Lake Placid  | Kobiety     | Katie Uhlaender | Michelle Kelly        | Carla Pavan           |
| 4. PŚ                               | 17 stycznia 2008  | Cesana       | Mężczyźni   | Jon Montgomery  | Anthony Sawyer        | Adam Pengilly         |
| 4. PŚ                               | 17 stycznia 2008  | Cesana       | Kobiety     | Kerstin Jürgens | Michelle Kelly        | Anja Huber            |
| Mistrzostwa Europy 2008 – Cesana    |                   |              |             |                 |                       |                       |
| 5. PŚ                               | 25 stycznia 2008  | Sankt Moritz | Mężczyźni   | Kristan Bromley | Zach Lund             | Eric Bernotas         |
| 5. PŚ                               | 25 stycznia 2008  | Sankt Moritz | Kobiety     | Katie Uhlaender | Carla Pavan           | Mellisa Hollingsworth |
| 6. PŚ                               | 1-2 lutego 2008   | Königssee    | Mężczyźni   | Florian Grassl  | Kristan Bromley       | Tomass Dukurs         |
| 6. PŚ                               | 1-2 lutego 2008   | Königssee    | Kobiety     | Katie Uhlaender | Kerstin Jürgens       | Marion Trott          |
| 7. PŚ                               | 8 lutego 2008     | Winterberg   | Mężczyźni   | Martins Dukurs  | Jon Montgomery        | Florian Grassl        |
| 7. PŚ                               | 8 lutego 2008     | Winterberg   | Kobiety     | Michelle Kelly  | Anja Huber            | Katie Uhlaender       |
| Mistrzostwa Świata 2008 – Altenberg |                   |              |             |                 |                       |                       |

## Klasyfikacje
| Lp. | Zawodnik        | Punkty |
| --- | --------------- | ------ |
| 1.  | Kristan Bromley | 1583   |
| 2.  | Jon Montgomery  | 1517   |
| 3.  | Zach Lund       | 1516   |
| 4.  | Eric Bernotas   | 1443   |
| 5.  | Martins Dukurs  | 1369   |
| 6.  | Anthony Sawyer  | 1322   |
| 7.  | Markus Penz     | 1144   |
| 8.  | Florian Grassl  | 1141   |
| 9.  | Adam Pengilly   | 1120   |
| 10. | Ben Sandford    | 1032   |

| Lp. | Zawodnik              | Punkty |
| --- | --------------------- | ------ |
| 1.  | Katie Uhlaender       | 1670   |
| 2.  | Michelle Kelly        | 1599   |
| 3.  | Mellisa Hollingsworth | 1458   |
| 4.  | Kerstin Jürgens       | 1443   |
| 5.  | Anja Huber            | 1374   |
| 6.  | Carla Pavan           | 1322   |
| 7.  | Amy Williams          | 1320   |
| 8.  | Emma Lincoln-Smith    | 1144   |
| 9.  | Marion Trott          | 1128   |
| 10. | Michelle Steele       | 1120   |